# Mendoncia mirabilis
Mendoncia mirabilis är en akantusväxtart som beskrevs av Emery Clarence Leonard. Mendoncia mirabilis ingår i släktet Mendoncia och familjen akantusväxter. Inga underarter finns listade i Catalogue of Life.